# Chef de cœur
Chef de cœur (France) ou Ma nuit chez Clancy (Québec) (Chief of Hearts) est le 18e épisode de la saison 21 de la série télévisée Les Simpson.

## Synopsis
À cause d'une erreur judiciaire, Homer est forcé par la cour de faire des travaux communautaires. Alors que le chef Wiggum le surveille, Homer lui offre un sandwich. Touché par le geste, Clancy et lui deviennent de bons amis et la peine d'Homer prend fin plus tôt que prévu.
Homer et Clancy passent de longs moments ensemble jusqu'au jour où ce dernier se fait tirer dessus lors d'un vol de banque. Après être resté plusieurs jours à son chevet, Homer se montre de plus en plus distant alors que Clancy, dès son rétablissement, devient de plus en plus exigeant. Leur relation se dégrade jusqu'à ce qu'une altercation avec Gros Tony et sa bande ne les pousse à se réconcilier.
Pendant ce temps, Bart devient accro à un jeu de société japonais appelé « Battle Ball », au point que Marge le soupçonne de se droguer…